# Théodore Robitaille
Théodore Robitaille, né le 29 janvier 1834 à Varennes et mort le 17 août 1897 à New Carlisle, est un médecin et homme politique canadien. Il est lieutenant-gouverneur du Québec entre 1879 et 1884.

## Biographie

### Jeunesse et études
Né à Varennes, au Bas-Canada, et baptisé sous le nom de Louis-François-Christophe-Théodore, il est le fils de Louis-Adolphe Robitaille, un notaire patriote, et de Marie-Justine Monjeau. Il est le frère de Louis Robitaille. Il étudie d'abord à l'école modèle de Varennes, puis aux États-Unis. Il poursuit ses études supérieures au Petit Séminaire de Sainte-Thérèse, puis à l'Université Laval à Québec et finalement à l'Université McGill, où il reçoit un diplôme en médecine en mai 1858. En 1860, il s'établit à New Carlisle, en Gaspésie, et ouvre un cabinet.

### Carrière
Outre sa carrière politique à venir, ses activités professionnelles seront orientées toute sa vie vers la spéculation et l'actionnariat. Il est d'ailleurs promoteur et actionnaire de la Compagnie du chemin de fer de la baie des Chaleurs de 1871 à 1890.

#### Député
Il devient député de la circonscription de Bonaventure lors de l'élection législative canadienne de 1861. Réélu en 1863, son mandat se termine avec la dissolution de l'Assemblée législative de la province du Canada lors de la Confédération canadienne. Cependant, il remporte la première élection fédérale et devient le premier député de Bonaventure à la Chambre des communes du Canada. En 1871, il est élu dans la circonscription provinciale de Bonaventure, obtenant ainsi un double mandat. Il est réélu député fédéral en 1872. Il exerce la fonction de receveur général du 30 janvier 1873 au 6 novembre 1873. Il est réélu député fédéral en 1874 mais est forcé de démissionner de son poste de député provincial en raison de l'abolition du double mandat. Il est finalement réélu à Ottawa une dernière fois en 1878.

### Fin de carrière
Le 26 juillet 1879, il est assermenté lieutenant-gouverneur du Québec. Il exerce cette fonction jusqu'au 6 novembre 1884. Il est ensuite nommé sénateur fédéral du Golfe par John A. Macdonald. Il siège au Sénat jusqu'à son décès, le 17 août 1897. Ses obsèques sont célébrées à la basilique-cathédrale Notre-Dame de Québec et il est inhumé au cimetière Notre-Dame-de-Belmont.

## Héraldique
| A ciel ouvert |
| ------------- |

| L'écu de Théodore Robitaille se blasonne ainsi : D'azur au chef d'argent, chargé en pointe d'une colombe d'or portant dans son bec un rameau d'olivier du même. |

## Archives
Un fonds d'archives Théodore Robitaille est conservé au centre d'archives de Montréal de Bibliothèque et Archives nationales du Québec. Il y a aussi un fonds Théodore Robitaille à Bibliothèque et Archives Canada.